# Exile on Main St.
Exile on Main St. é o décimo álbum de estúdio da banda de rock britânica The Rolling Stones, lançado como um LP duplo em 1972. Trata-se do único álbum duplo de inéditas  da discografia da banda.
Um álbum com influências do rock and roll, blues, country music, gospel e soul music, inicialmente, "Exile", apesar de ter chegado à 1.ª posição entre os mais vendidos nos Estados Unidos), foi recebido com críticas mornas. Mas, anos mais tarde, passou a ser considerado o melhor álbum da banda por grande parte da crítica especializada e fãs , e, para muitos, como um dos melhores discos de Rock de todos os tempos, concluindo grandiosamente a sequência de quatro álbuns definitivos dos Stones compostas por Beggars Banquet, Let It Bleed e Sticky Fingers.
Em 2003, o álbum foi classificado como o 7º melhor pela revista Rolling Stone na lista com Os 500 Maiores Álbuns de Todos os Tempos, e em 2012, foi nomeado para o Hall da Fama do Grammy.

## Auto-exílio na França
Na primavera de 1971 os Rolling Stones deviam mais impostos do que poderiam pagar e deixaram o Reino Unido antes que o governo pudesse se apropriar de seus patrimônios. Os Stones se auto-exilaram na França então, Mick Jagger estabeleceu-se em Paris com sua nova noiva Bianca Jagger; Keith Richards alugou uma mansão utilizada pelos nazistas na Segunda Guerra chamada Nellcôte, em Villefranche-sur-Mer , perto de Nice. Os outros membros se instalaram  no sul da França. Como um estúdio de gravação adequado não pôde ser encontrado, aonde eles pudessem continuar a trabalhar no álbum, resolveram usar o porão de Nellcôte como estúdio de gravação usando a aparelhagem e estrutura do Rolling Stones Mobile Studio, o Caminhão de Gravação Móvel da Banda.

## Gravação em Nellcôte
Exile on Main St. foi escrito e gravado entre 1968 e 1972. Mick Jagger disse: "...Depois que terminou nosso contrato com  Allen Klein, não quisemos dar a ele (as faixas já anteriormente prontas)...", como eles foram forçados a fazer com "Brown Sugar"  e  "Wild Horses", as quais entraram em  Sticky Fingers.  Muitas faixas que viriam a ser aproveitadas em Exile foram gravadas entre 1969 e 1971 no Olympic Studios e em Stargroves, a casa de campo de Jagger  na Inglaterra, durante as sessões para gravação de Sticky Fingers.
A gravação do álbum começou de fato em algum momento perto do meio de junho. Por estarem exilados, fora do circuito Reino Unido/Estados Unidos, e, portanto, isolados, não havia censura e a banda - com amigos - acabavam por festejar o dia todo o que causava atrasos nas gravações. Era um álbum que tinha tudo para sair com pouca inspiração. O porão era quente, úmido e o som não agradava Mick Jagger. A estrutura era péssima. De acordo com os relatos, apesar de toda farra, o abuso de drogas de alguns, o sentimento de exílio e as condições precárias, os Rolling Stones se transmutavam quando entravam no porão e pegavam seus instrumentos. Era uma homenagem e uma declaração de amor ao Blues de raiz americano, além de resultar numa ótima gravação de estúdio.
A música do álbum, de uma maneira geral, acabou refletindo essa sensação de exílio, de não poder voltar ao próprio país.
O baixista Bill Wyman lembra da banda trabalhando a noite toda, todas as noites, a partir das oito  até às três da manhã pelo resto do mês. Wyman disse sobre esse período: "Nem todo mundo virava todas as noites. Este foi, para mim, uma das grandes frustrações de todo este período. Para os nossos dois álbuns anteriores, tínhamos trabalhado bem e ouvido o produtor (Jimmy Miller).  Em Nellcôte as coisas eram muito diferentes e levei um tempo para entender o porquê."  Por esta altura Richards tinha começado um hábito diário de usar Heroína. Milhares de dólares de heroína fluíram através da mansão a cada semana, além de um contingente de visitantes, que incluía William S. Burroughs, Terry Southern, Gram Parsons e Marshall Chess ( que estava administrando o novo selo da banda).  Parsons foi convidado a deixar Nellcôte no início de julho de 1971, como resultado de seu comportamento detestável e uma tentativa de Richards de limpar a casa de usuários de drogas, após a pressão da Polícia francesa.
O abuso de Richards com a heroína o impediu de comparecer a muitas das sessões que continuaram em seu porão, enquanto Mick Jagger e Bill Wyman foram muitas vezes incapazes de participar de sessões por outras razões. Isso muitas vezes deixou a banda em posição de ter de gravar de forma diferente. Um exemplo notável foi a gravação de uma das canções mais famosas de Richards, "Happy".  Gravada no porão, Richards disse em 1982: " Happy  foi algo que eu fiz, porque eu estava para começar uma sessão. Havia Bobby Keys e Jimmy Miller. Nós não tínhamos nada para fazer e, de repente, peguei a guitarra e toquei este Riff. Então nós editamos isso e esta é a gravação, é a mesma. Nós editamos a trilha original com um sax barítono, uma guitarra e  Jimmy Miller na bateria. E o resto dela foi construído em cima dessa faixa. Foi apenas uma "jam", tarde, em que todo mundo disse: 'Uau, sim, trabalhamos bem nessa' ".
A banda básica para as sessões em Nellcôte consistia de Richards, Bobby Keys, Mick Taylor, Charlie Watts, Miller (um baterista habilidoso em seu próprio estilo, que cobriu  Watts  quando ausente na referida "Happy" e em "Shine a Light"),  e Jagger, quando ele estava disponível. Wyman não gostava do ambiente de casa de Richards e ficou de fora em muitas das sessões francesas. Embora Wyman seja creditado em apenas oito canções do álbum lançado, ele disse  para a revista Bass Player Magazine que os créditos são incorretos e que ele realmente tocou em mais faixas do que isso. As outras partes de Contrabaixo  foram creditados para Taylor, Richards e o baixista Bill Plummer. Wyman anotou em seu livro de memórias  Stone Alone que havia uma divisão entre os músicos que usavam livremente as drogas (Richards, Miller, Keys, Mick Taylor  e o engenheiro Andy Johns) e aqueles que se abstiveram em graus variados (Wyman, Watts e Jagger).

### Gravação em Los Angeles
Outras faixas básicas (provavelmente apenas "Rip This Joint", "Shake Your Hips", "Cassino Boogie", "Happy", "Rocks Off", "Turd on the Run" e "Ventilator Blues")  foram iniciadas no porão de Nellcôte e levadas para Sunset Sound Recorders em Los Angeles, onde numerosos overdubs (todo o Piano e partes de teclado, todos os vocais principais e de apoio, todas guitarras e baixos adicionais por overdubs) foram adicionados durante as sessões que serpentearam entre dezembro de 1971 e maio de 1972. Algumas faixas (como "Torn and Frayed" e "Loving Cup") foram recém-gravadas em Los Angeles.  Embora Jagger estivesse freqüentemente ausente em Nellcôte,  ele assumiu sua posição durante a segunda etapa de gravação em Los Angeles, conseguindo os tecladistas Billy Preston e  Dr. John, além dos melhores vocalistas de apoio da cidade para gravar camadas de overdubs. Os arranjos vocais no estilo de coral gospel, presentes em  "Tumbling Dice", "Loving Cup", "Let It Loose" e "Shine a Light" foram ideia de Jagger e  Preston ao visitar uma Igreja Protestante.
As sessões de gravação estendidas, além de métodos diferentes por parte de Jagger e Richards refletem a crescente disparidade em suas vidas pessoais.  Durante a produção do álbum, Jagger se casou com Bianca, seguido de perto pelo nascimento da única filha do casal, Jade Jagger, em outubro de 1971. Richards estava firmemente ligado à sua namorada Anita Pallenberg, mas ambos estavam no auge do vício em heroína, o qual Richards não iria superar até à virada da década, quando esteve tão perto de uma overdose quanto da prisão. Mesmo que o álbum seja muitas vezes descrito como sendo o melhor momento, musicalmente falando, de Richards, Exile muitas vezes é visto como um  reflexo de sua visão de um cru e primitivo rock. Jagger, por sua vez, já havia expressado seu tédio com o rock em várias entrevistas no momento do lançamento do álbum. De fato, com as capacidades de Keith seriamente prejudicadas e cada vez piores devido ao consumo excessivo de drogas, os trabalhos subsequentes da banda no restante da década foram crescentemente dirigidos por Jagger, o qual, nos álbuns seguintes, levou o grupo a experimentar a mistura de rock com diferentes graus de outros gêneros musicais modernos, afastando-se do som de raíz, o rock and roll puro e os estilos de onde ele foi derivado tais como Blues, Country e Soul,  som esse que foi a base de Exile on Main St.

## Lançamento e recepção
O lançamento do álbum no Reino Unido e nos Estados Unidos foi precedido pelo lançamento do hit Top 10 "Tumbling Dice". Exile on Main St.  foi lançado em 12 de maio de 1972, se tornando um sucesso comercial imediato, atingindo o número 1 em vendas todo o mundo. Na sequência, a banda embarcou em sua célebre The Rolling Stones American Tour 1972 , sua primeira turnê americana em três anos, e que apresentava muitas canções do novo álbum. "Happy", cantada por Richards, atingiria mais tarde o "Top 30" nos  Estados Unidos.
Inicialmente, o álbum levou as piores críticas. Diziam que os Rolling Stones não tomaram um rumo. Que era confuso e desagradável. Mas com o tempo, foi sendo considerado obra-prima pois mistura gêneros de rock, blues, R&B soul, gospel e música country. Um álbum não-rotulável que confunde a crítica.
O crítico Lenny Kaye da revista Rolling Stone observou: "...um foco apurado nos componentes básicos do som dos Stones como nós sempre o conhecemos, quais sejam, um nocaute de Rock and Roll vindo do Blues, apoiados em um sentimento permeado de escuridão que os Stones raramente falharam em dominar." Ele sentiu que "...há canções que são melhores, há músicas que são piores, e outros que você provavelmente vai levantar a agulha durante o tempo devido..."  , por fim, afirmando que  "...o grande álbum dos Stones no seu período de maturidade ainda está por vir." Outros críticos elogiaram a crueza do álbum e seus diferentes estilos, do blues ao soul, da música country ao gospel. Robert Christgau  de The Village Voice concluiu:. "...indiscutivelmente o melhor do ano, esta obra-prima fagged-out é a suma do Rock em 1972. Exile explora novas profundidades de escuridão em um estúdio de gravação, enterrando a voz de Mick sob camadas de cinismo, tédio e angústia."
Richard Williams, da Melody Maker,  disse após o lançamento que o álbum "... definitivamente vai tomar o seu lugar na história..."  e o chamou de "...o melhor álbum que eles já fizeram...", escrevendo ainda  que o álbum "...repele totalmente os escárnios e flechas de indignação atiradas contra os músicos. De uma vez por todas, ele responde quaisquer dúvidas sobre suas habilidades como Rockeiros."
Sobre a reação inicial de público e crítica, Richards disse: "Quando Exile saiu, não vendeu muito bem no início, e foi também bastante criticado de forma universal. Mas dentro de alguns anos, as mesmas pessoas que haviam escrito os comentários dizendo que era um pedaço de lixo, foram exaltando-o como o melhor "álbum maldito" do mundo."
Exile on Main St. contou com uma capa pôster desdobrável e incluía uma série de 12 cartões postais perfuradas com uma sequência de inserções de imagens, as quais foram filmadas pelo fotógrafo Norman Seeff. A contracapa vinha com várias fotos dos Stones. A "mulher misteriosa" retratada no lado inferior esquerdo é Chris O'Dell, assistente pessoal da banda. A fotografia do álbum e conceito da capa foi feita por Robert Frank e inclui imagens de seu livro seminal The Americans, de 1958.

## Legado

### Avaliação pela Banda
Na época do lançamento de Exile , Jagger disse: "Este novo álbum é loucamente fod... Há tantas faixas diferentes. É muito rock & roll. Não que eu não queira que seja assim. Eu sou a pessoa mais experimental do grupo, você vê que eu gosto de experimentar. Não repetir a mesma coisa outra vez e outra vez. Desde que eu deixei a Inglaterra,  teve essa coisa que eu  queria fazer. Eu não sou contra o rock & roll, mas eu realmente quero experimentar. O novo álbum é muito rock & roll e é bom. Quer dizer, eu estou muito aborrecido com o rock & roll. O Revival. Todo mundo sabe quais são as suas raízes, mas você tem que explorar todo lugar. Você tem que explorar o céu também."
Em 2003, Jagger disse: "Exile não é um dos meus álbuns favoritos, embora eu pense que a gravação tem um sentimento especial. Eu não estou muito certo de como as músicas são grandes, mas juntas, são uma bela obra . No entanto, quando eu ouço Exile,  ele tem  algumas das piores mixagens que eu já ouvi. Adoraria remixar a gravação, não apenas por causa dos vocais, mas porque geralmente eu acho que ele soa ruim. Na época, Jimmy Miller não estava trabalhando corretamente. Eu tive que terminar o álbum inteiro eu mesmo, porque senão, (quem o faria) seriam os bêbados e os drogados. Claro que eu sou o responsável por isso, mas ele  realmente não ficou bom, e não por falta de esforço ou  intenção. "
Sobre o álbum, Richards disse: "Exile era um álbum duplo. E por ser um álbum duplo, ele atingiu diferentes áreas, incluindo 'D' de Depressão, e os Stones realmente se sentiam como exilados. Nós não começamos na intenção de fazer um álbum duplo, nós só descemos para o sul da França para fazer um álbum e quando tínhamos terminado, dissemos:  'Queremos lançar tudo'.  O ponto é que os Stones tinham chegado a um ponto em que já não tínhamos que fazer em tudo (que fôssemos fazer)  aquilo que nos dissessem para fazer. Na época em que Andrew Loog Oldham nos deixou, nós passamos a fazer nosso tempo, as coisas foram mudando e eu não estava mais interessado em ficar atingindo o número um nas paradas toda hora. O que eu queria fazer era uma merd...  boa - e se fosse boa, nós continuaríamos mais um tempo na estrada."

### Elogios e referências culturais
Em 1987, ficou em 3º lugar na lista da revista Rolling Stone dos 100 melhores álbuns do período entre 1967 a 1987. Em 1993, a  Entertainment Weekly classificou-o como o No. 1, o melhor álbum em sua em sua lista dos "100 Melhores CDs ".   Em 2000, a  "revista Q" o colocou como o 3º melhor álbum britânico feito até hoje. 
Em 2001, o canal de música VH1 colocou o álbum na  22ª posição em sua eleição para Os Melhores Álbuns de Rock and Roll"].   Em 2003, o álbum foi classificado como o 7º melhor pela revista Rolling Stone na lista com  Os 500 Maiores Álbuns de Todos os Tempos,  a mais alta entre os álbuns dos Rolling Stones classificados na lista.  Em 2006, a revista  Guitar World  classificou-o na 19ª posição entre os 100 Maiores -albuns de Guitarra de Todos os Tempos. Em 2007, a Associação Nacional dos Comerciantes de Gravação e o Rock and Roll Hall of Fame colocaram o álbum na 6ª posição em sua lista dos 200 álbuns Definitivos que todo amante de música deveria ouvir. Este álbum está na lista dos 200 álbuns definitivos no Rock and Roll Hall of Fame.
Em 2012, o álbum foi nomeado para o Hall da Fama do Grammy.
O álbum e seu título foram usados como referência várias vezes por outras bandas. Por exemplo, o grupo Alabama 3 intitulou seu álbum de estreia como Exile on Coldharbour Lane. O cantor e compositor indie Liz Phair batizou seu álbum de estreia como Exile in  Guyville. A banda Pussy Galore lançou um álbum cover completo do álbum dos Stones, onde fazem suas próprias versões das mesmas músicas, ao invés de simplesmente render tributo ao original. A banda Matchbox Twenty batizou sua retrospectiva de 2007 como Exile on Mainstream. A banda ChemLab escreveu uma música chamada  "Exile on Mainline", em referência ao álbum dos Rolling Stones.
O filme The Departed de Martin Scorsese, apresenta uma cena em que Bill Costigan  envia a Madolyn Madden uma edição de luxo do álbum Exile on Main St,  contendo uma gravação incriminadora de Colin Sullivan, na qual ele conspira com o chefão do crime Frank Costello. Scorsese, fã declarado da banda e do álbum, usa a faixa "Let It Loose" nesse filme.
Exile, assim como todos os álbuns a partir de Get Yer Ya-Ya's Out! The Rolling Stones in Concert, foram remasterizados e relançados em 1994 pela Virgin Records, e em 2009 pela Universal Records. Em maio de 2010, foi lançada uma caixa de luxo do álbum, com CD bônus contendo raridades, músicas inéditas e versões diferentes das faixas do álbum. Esse álbum  bônus também foi disponibilizado independentemente, sob o nome de Exile On Main St. (Rarities Edition).
Exile on Main St.  foi relançado, voltando a atingir a 1ª posição das paradas britânicas, quase 38 anos após ter estado pela última semana na 1ª posição. Os Rolling Stones foram os primeiros a ter um álbum de estúdio relançado a voltar para a 1ª posição, depois de ter sido nº 1 em seu primeiro lançamento. Exile on Main St. Rarities Edition  estreiou na 27ª posição entre os mais vendidos nos Estados Unidos.

## Faixas
Todas as músicas são de autoria de Mick Jagger e Keith Richards, exceto onde indicado.
| Lado 1 |                                |         |  |
| N.º    | Título                         | Duração |  |
| 1.     | "Rocks Off"                    | 4:31    |  |
| 2.     | "Rip This Joint"               | 2:23    |  |
| 3.     | "Shake Your Hips" (Slim Harpo) | 2:58    |  |
| 4.     | "Casino Boogie"                | 3:34    |  |
| 5.     | "Tumbling Dice"                | 3:46    |  |

| Lado 2 |                     |         |  |
| N.º    | Título              | Duração |  |
| 1.     | "Sweet Virginia"    | 4:26    |  |
| 2.     | "Torn and Frayed"   | 4:17    |  |
| 3.     | "Sweet Black Angel" | 2:57    |  |
| 4.     | "Loving Cup"        | 4:24    |  |

| Lado 3 |                                                     |         |  |
| N.º    | Título                                              | Duração |  |
| 1.     | "Happy"                                             | 3:04    |  |
| 2.     | "Turd on the Run"                                   | 2:37    |  |
| 3.     | "Ventilator Blues" (Jagger, Richards e Mick Taylor) | 3:24    |  |
| 4.     | "I Just Want to See His Face"                       | 2:52    |  |
| 5.     | "Let It Loose"                                      | 5:17    |  |

| Lado 4 |                                       |         |  |
| N.º    | Título                                | Duração |  |
| 1.     | "All Down the Line"                   | 3:49    |  |
| 2.     | "Stop Breaking Down" (Robert Johnson) | 4:34    |  |
| 3.     | "Shine a Light"                       | 4:16    |  |
| 4.     | "Soul Survivor"                       | 3:48    |  |

## Paradas
| Ano  | Parada        | Posição |
| ---- | ------------- | ------- |
| 1972 | Billboard 200 | 1       |